# ヴァッレ・アウリーナ
ヴァッレ・アウリーナ（イタリア語: Valle Aurina ; ドイツ語: Ahrntal アールンタール）は、イタリア共和国トレンティーノ＝アルト・アディジェ州ボルツァーノ自治県にある、人口約6,000人の基礎自治体（コムーネ）。

## 地理

### 位置・広がり
ボルツァーノ自治県北東部に位置する。北にオーストリアのチロル州と接する。

#### 隣接コムーネ
隣接するコムーネ、およびそれに相当する行政区画は以下の通り。括弧内のAT-7はオーストリアのチロル州所属を示す。
- フィンケンベルク（英語版） (AT-7) - 北西
- マイアーホーフェン（英語版） (AT-7) - 北
- ブラントベルク（英語版） (AT-7) - 北
- プレドーイ - 北東
- カンポ・トゥーレス - 南
- セルヴァ・デイ・モリーニ - 南西

## 行政

### 分離集落
ヴァッレ・アウリーナには、以下の分離集落（フラツィオーネ）がある。
- Cadipietra (Steinhaus), Lutago (Luttach), Riobianco (Weißenbach), San Giacomo (St. Jakob), San Giovanni (St. Johann), San Pietro (St. Peter)

## 住民

### 言語
| 言語集団調査（2011年） | 言語集団調査（2011年） | 言語集団調査（2011年） | 言語集団調査（2011年） | 言語集団調査（2011年） |
| ---------------------- | ---------------------- | ---------------------- | ---------------------- | ---------------------- |
|                        |                        |                        |                        |                        |
| ドイツ語               | ドイツ語               |                        | 98.76%                 | 98.76%                 |
| イタリア語             | イタリア語             |                        | 0.93%                  | 0.93%                  |
| ラディン語             | ラディン語             |                        | 0.31%                  | 0.31%                  |

2011年に行われた、住民がドイツ語・イタリア語・ラディン語のいずれの「言語集団」に属するかの調査によれば（ボルツァーノ自治県#言語集団調査参照）、住民のほとんどがドイツ語話者である。